# بويد هيل
بويد هيل (بالإنجليزية: Boyd Hill)‏ هو مدرب كرة سلة أمريكي، ولد في 1878 في Harlem, Illinois ‏ في الولايات المتحدة، وتوفي في 31 ديسمبر 1908 في ستيلووتر في الولايات المتحدة بسبب التهاب السحايا.

## وصلات خارجية
- بويد هيل على موقع كلية كرة السلة في سبورتس رفرنس.كوم (الإنجليزية)